# نورهان عامر
منى الهواري (مواليد 10 مايو 1993) هي لاعبة رماية مصرية، مثّلت مصر في أولمبياد لندن 2012.

## المشاركة الأولمبية

### لندن 2012
| الرياضيّة    | الحدث            | التصفيات | التصفيات | النهائي  | النهائي  |
| الرياضيّة    | الحدث            | النقاط   | الترتيب  | النقاط   | الترتيب  |
| ----------- | ---------------- | -------- | -------- | -------- | -------- |
| نورهان عامر | 10 متر مسدس هواء | 391      | 41       | لم تتأهل | لم تتأهل |

## روابط خارجية
- نورهان عامر على موقع الاتحاد الدولي (الإنجليزية)
- نورهان عامر على موقع اللجنة الأولمبية الدولية (الإنجليزية)
- نورهان عامر على موقع أوليمبيديا (الإنجليزية)